# Höhmannsberg
Höhmannsberg ist eine Hofschaft im Süden der bergischen Großstadt Solingen.

## Lage und Beschreibung
Höhmannsberg befindet sich abseits der geschlossenen städtischen Bebauung auf einer bewaldeten Bergnase zwischen dem Nacker Bach im Westen und dem Weinsberger Bach im Osten des Solinger Stadtteils Höhscheid. Beide Bäche münden südlich der Haasenmühle bzw. dem Wipperkotten in die Wupper, die dort die Stadtgrenze zu Leichlingen bildet. Zu beiden Seiten fällt das Gelände steil in die Bachtäler ab. Höhmannsberg ist von zwei Stichstraßen von Kohlsberg bzw. der Kohlsberger Höhe (Standort der katholischen Kirche) zu erreichen, die den Namen des Ortes tragen. Der kleine Ort wird bis heute durch mehrere historische Fachwerkgebäude geprägt, von denen eines unter Denkmalschutz steht.
Benachbarte Orte sind bzw. waren (von Nord nach West): Kohlsberg, Brachen, Irler Hof, Wipperbanden, Wippe, Wipperaue, Haasenmühle, Oelmühle, Eickenberg, Schirpenbruch und Gillicher Dahl.

## Etymologie
Der Ortsname ist von dem Familiennamen Höhmann abgeleitet.

## Geschichte
Die erste Erwähnung des Ortes findet sich 1715 in der Karte Topographia Ducatus Montani, Blatt Amt Solingen, von Erich Philipp Ploennies, in der er mit einer Hofstelle verzeichnet und als Hiemansberg benannt ist. Er gehörte zur Honschaft Höhscheid innerhalb des Amtes Solingen. Die Topographische Aufnahme der Rheinlande von 1824 verzeichnet den Ort als Höhmansberg, ebenso wie die Preußische Uraufnahme von 1844. Auch in der Topographischen Karte des Regierungsbezirks Düsseldorf von 1871 ist der Ort als Höhmansberg verzeichnet.
Nach Gründung der Mairien und späteren Bürgermeistereien Anfang des 19. Jahrhunderts gehörte Höhmannsberg zur Bürgermeisterei Höhscheid, dort in der Flur VII. (Höhe). 1815/16 lebten 29, im Jahr 1830 34 Menschen im als Weiler bezeichneten Höhmannsberg. 1832 war der Ort weiterhin Teil der Honschaft Höhscheid innerhalb der Bürgermeisterei Höhscheid. Der nach der Statistik und Topographie des Regierungsbezirks Düsseldorf als Hofstadt kategorisierte Ort besaß zu dieser Zeit vier Wohnhäuser und acht landwirtschaftliche Gebäude. Zu dieser Zeit lebten 36 Einwohner im Ort, allesamt evangelischen Bekenntnisses.
Die Gemeinde- und Gutbezirksstatistik der Rheinprovinz führt den Ort 1871 mit sechs Wohnhäusern und 55 Einwohnern auf. Im Gemeindelexikon für die Provinz Rheinland von 1888 werden für Höhmannsberg elf Wohnhäuser mit 64 Einwohnern angegeben. 1895 besitzt der Ortsteil sechs Wohnhäuser mit 41 Einwohnern und gehörte kirchlich zum katholischen Kirchspiel Rupelrath, 1905 werden fünf Wohnhäuser und 48 Einwohner angegeben.
Mit der Städtevereinigung zu Groß-Solingen im Jahre 1929 wurde die Hofschaft Höhmannsberg ein Ortsteil Solingens. Seit dem 13. Januar 1988 ist von den historischen Fachwerkhäusern im Ort das Gebäude Höhmannsberg 8 aus dem Jahr 1753 in die Solinger Denkmalliste eingetragen, das oben abgebildet ist.